# الكريف (الاسلوم)

تعديل مصدري - تعديل

الكريف محلة تابعة لقرية المقبيب، التابعة لعزلة الاسلوم بمديرية حزم العدين إحدى مديريات محافظة إب في الجمهورية اليمنية، بلغ تعداد سكانها 36 نسمة حسب تعداد اليمن لعام 2004.